# Ablaut
Ablaut, apofonie of klinkerwisseling is het teruggaan op een klinkeralternantie van verschillende klinkers in etymologisch verwante woorden (cognaten) in het Proto-Indo-Europees. De vormen die het gevolg zijn van ablaut verschillen in betekenis of gebruik.

## Voorbeelden
De ablaut is in de meeste Indo-Europese talen een improductief afleidingsproces. Dit houdt in dat er geen nieuwe ablautsformaties meer mee gemaakt worden, maar de restanten van ablaut in de woordenschat terug zijn te vinden. In de meeste Germaanse talen - waaronder het Nederlands - is de ablaut prominent vertegenwoordigd in de vorm van de klinkerwisselingen bij de vervoeging van sterke werkwoorden:
- lezen - las - gelezen
- spreken - sprak - gesproken

Ook buiten de categorie van sterke werkwoorden is soms nog de invloed van ablaut te herkennen. Vergelijk de volgende woorden:
- liggen - leggen (causatief, leggen betekent 'doen liggen')
- zitten - zetten ‘doen zitten’
- hoen - haan (mannelijk) (hen v. is een umlautsvorm bij haan)
- spraak en spreken
- wraak en wreken

Voorbeelden van ablaut in andere Indo-Europese talen:
- Oudgrieks: leípō ‘ik verlaat’ (tegenwoordige tijd) - elipon ‘ik verliet’ (aoristus) - léloipa ‘ik heb verlaten’ (perfectum)
- Latijn: rēx 'koning', rĕgĕre 'heersen'
- Latijn: facĕre 'maken', facio 'ik maak', fēci 'ik heb gemaakt'

## Soorten ablaut
De ablautswisselingen zijn niet willekeurig, maar verlopen volgens bepaalde patronen. Zo'n patroon is een rij of reeks, elke stap in zo'n reeks trap (Duits Stufe, Engels grade). Het Indo-Europees kent meerdere ablautreeksen, maar de belangrijkste voor het Germaans is de alternantie tussen ĕ (kort), ŏ (kort), ē (lang), ō (lang) en Ø (nul). Bij de beschrijving van een ablautsrij wordt uitgegaan van hoe de klinkers eruitzagen op het niveau van het Indo-Europees. In de talen waar de ablautsvormen aangetroffen worden, kunnen de klinkers er dus inmiddels heel anders uitzien.
Er worden twee verschillende soorten ablaut onderscheiden. Als er op Indo-Europees niveau sprake is van verschillende klinkers (bijvoorbeeld ĕ en ŏ), dan is dit kwalitatieve ablaut. Verschillen de klinkers slechts in lengte (ĕ - ē), dan is dat kwantitatieve ablaut. Een voorbeeld van kwantitatieve ablaut is het lengteverschil in de hierboven al genoemde Latijnse woorden rēx (met een lange ē) en rĕgĕre (met een korte ĕ). Een klinker kan daarbij ook helemaal verdwijnen (de zogenoemde nultrap): est ‘hij is’ tegenover sunt ‘zij zijn’. Een Latijns voorbeeld van kwalitatieve ablaut is het verschil tussen tĕgĕre ‘bedekken’ en tŏga ‘toga (kledingstuk)’.

## Geschiedenis
De term ablaut is verbonden met de naam van de 19e-eeuwse Duitse taalkundige Jacob Grimm. Toch was het verschijnsel toen al een eeuw bekend: in 1710 beschreef de Nederlandse taalkundige Lambert ten Kate de systematiek van de werkwoordelijke ablautswisselingen in het boekje Gemeenschap tussen de Gottische spraeke en de Nederduytsche.

## Ablaut of geen ablaut?
Niet elke klinkeralternantie binnen in een taal of tussen twee verwante talen is een geval van ablaut.
- Het verschil tussen het Nederlandse nacht en het hiermee etymologisch verwante Latijnse nox is geen ablaut, maar het gevolg van een klankverschuiving, waarbij de proto-Indo-Europese ŏ in het Germaans in ă veranderde.
- Het verschil tussen stad en steden is het gevolg van umlaut. Umlaut is een jonger verschijnsel, dat van ablaut verschilt doordat het te herleiden is tot beïnvloeding door naburige klanken en dus puur fonologisch bepaald.

Om de verschillende bronnen van klinkeralternanties uit elkaar te kunnen houden is vaak een behoorlijke kennis van de taalgeschiedenis vereist.